# Distrito de Derna
Derna (en árabe: شعبية درنة‎) es uno de los veintidós distritos o Shabiyah de Libia. La ciudad capital es Derna. Entre los rasgos geográficos más importantes se destaca su costa sobre el mar Mediterráneo.
Posee fronteras con los siguientes distritos libios:
- Al Butnan al este
- Al Jabal al Akhdar al oeste
- Al Wahat al sur

## Geografía
El distrito se sitúa al norte de Libia, teniendo 4.908 kilómetros cuadrados de territorio. En el distrito residen al rededor de 81.174 habitantes; por lo que la densidad poblacional es de 16,54 habitantes por cada kilómetro cuadrado del Distrito de Derna. Entre sus límites con otros distritos del país se encuentran: al esté con Al Butnan, al oeste con Al Jabal al Akhdar y al sur con Al Wahat.